# Carlos Sowersby
Carlos Sowersby (Bremen, 1795 - Carhuamayo (Departamento de Junín), 8 de agosto de 1824) fue un militar alemán veterano de las guerras napoleónicas y luego al servicio de la causa independentista en los ejércitos de José de San Martín y Bolívar.

## Biografía
Hijo de padres británicos nació en la ciudad alemana de Bremen en 1795, en 1806 dicha ciudad había pasado a formar parte de la Confederación del Rin, nombre con el que se designaba a un conjunto de estados alemanes bajo el protectorado de Francia, y que desde 1811 formaría parte integrante del Imperio Francés, en estas circunstancias históricas Carlos Sowersby con tan solo 12 años se enlistó en la Grande Armée de Napoleón Bonaparte participando en la campaña de Rusia y combatiendo en la batalla de Borodino, sobrevivió a la desastrosa retirada francesa durante el crudo invierno ruso, combatió en la batalla de Waterloo y tras la caída de Napoleón emigró a América en busca de fortuna uniéndose, como muchos compatriotas suyos como Pedro Raulet y Federico Brandsen, al ejército del general José de San Martín bajo cuyas banderas hizo la campaña de Chile encontrándose presente en la batalla de Maipú para luego formar parte de la expedición libertadora al Perú.
Como oficial del ejército del Perú hizo la campaña de Pichincha formando parte de las fuerzas expedicionarias peruanas que bajo el mando de Andrés de Santa Cruz marcharon en apoyo del ejército patriota de Sucre. En 1824 ostentaba el rango de teniente coronel siendo jefe del segundo escuadrón de Húsares del Perú y combatiendo nuevamente en la batalla de Junín que significó la primera gran derrota del  Ejército Real del Perú, durante la batalla el regimiento peruano cargó por la retaguardia a la caballería realista que ya se consideraba victoriosa y dueña del campo logrando mediante esta acción cambiar el resultado de la batalla pero teniendo la mayor cantidad de bajas de todos los cuerpos de la caballería independentista. Durante el combate, que se libró únicamente con armas blancas, el comandante Sowersby fue herido dos veces por las lanzas realistas.
Dos días después el general Miller, le encontró agonizando en el pueblo de Carhuamayo, según refiere este general en sus memorias la última voluntad de Sowersby fue que escribiera una carta a sus padres contándoles de su fallecimiento por una causa gloriosa. 
Sobre su tumba se levantó la siguiente inscripción: «Aquí yacen las cenizas de Don Carlos Sowersby, teniente coronel del ejército del Perú y comandante del segundo escuadrón del regimiento de Húsares de Junín, a cuya cabeza recibió dos mortales heridas animando a sus camaradas el 6 de agosto en los llanos de Junín donde la victoria coronó los esfuerzos de los soldados de la patria, después de una reñida y sangrienta acción».